# كيث مكنمارا
كيث مكنمارا (بالإنجليزية: Keith McNamara)‏ هو سياسي أمريكي، ولد في 12 أكتوبر 1928 في ساندوسكي في الولايات المتحدة. حزبياً، نشط في الحزب الجمهوري. وقد انتخب عضو مجلس نواب أوهايو.